# Neogurelca
Neogurelca is een geslacht van vlinders uit de onderfamilie Macroglossinae van de familie pijlstaarten (Sphingidae).

## Soorten
- Neogurelca himachala (Butler, 1876)
- Neogurelca hyas (Walker, 1856)
- Neogurelca masuriensis (Butler, 1875)
- Neogurelca montana (Rothschild & Jordan, 1915)
- Neogurelca mulleri (Clark, 1923)
- Neogurelca sonorensis (Clark, 1919)